# Giro d'Italia Ciclocross 2018-2019
Navigation
2017-2018 2019-2020
Le Giro d'Italia Ciclocross 2018-2019 a eu lieu d'octobre 2018 à janvier 2019. Il comprend six manches masculines et féminines.

## Barème
Chaque manche attribue des points aux quinze meilleurs de l'épreuve selon le système suivant.
| Position | 1° | 2° | 3° | 4° | 5° | 6° | 7° | 8° | 9° | 10° | 11° | 12° | 13° | 14° | 15° |
| Points   | 30 | 26 | 22 | 19 | 16 | 13 | 11 | 9  | 7  | 6   | 5   | 4   | 3   | 2   | 1   |

## Hommes élites

### Calendrier et podiums
| # | Date       | Lieu                    | Vainqueur          | Deuxième           | Troisième       | Leader du général  |
| - | ---------- | ----------------------- | ------------------ | ------------------ | --------------- | ------------------ |
| 1 | 07/10/2018 | Senigallia              | Antonio Folcarelli | Matteo Vidoni      | Patrick Favaro  | Antonio Folcarelli |
| 2 | 14/10/2018 | Forni Avoltri - Sappada | Martino Fruet      | Lorenzo Samparisi  | Marco Ponta     | Matteo Vidoni      |
| 3 | 28/10/2018 | Lignano Sabbiadoro      | Cristian Cominelli | Marco Ponta        | Stefano Sala    | Antonio Folcarelli |
| 4 | 11/11/2018 | Ferentino               | Cristian Cominelli | Antonio Folcarelli | Filippo Fontana | Antonio Folcarelli |
| 5 | 02/12/2018 | Succivo                 | Antonio Folcarelli | Stefano Capponi    | Matteo Vidoni   | Antonio Folcarelli |
| 6 | 06/01/2019 | Rome                    | Jakob Dorigoni     | Cristian Cominelli | Nadir Colledani | Antonio Folcarelli |

### Classement général[2]
| Pos. | Coureur            | Points |
| ---- | ------------------ | ------ |
| 1    | Antonio Folcarelli | 124    |
| 2    | Matteo Vidoni      | 100    |
| 3    | Cristian Cominelli | 86     |
| 4    | Stefano Capponi    | 75     |
| 5    | Fabio Zampese      | 57     |
| 6    | Federico Ceolin    | 54     |
| 7    | Stefano Sala       | 54     |
| 8    | Martino Fruet      | 49     |
| 9    | Marco Ponta        | 48     |
| 10   | Patrick Favaro     | 44     |

## Femmes élites

### Calendrier et podiums
| # | Date       | Lieu                    | Vainqueur         | Deuxième        | Troisième        | Leader du général |
| - | ---------- | ----------------------- | ----------------- | --------------- | ---------------- | ----------------- |
| 1 | 07/10/2018 | Senigallia              | Sara Casasola     | Nicole Fede     | Alessia Bulleri  | Sara Casasola     |
| 2 | 14/10/2018 | Forni Avoltri - Sappada | Rebecca Gariboldi | Sara Casasola   | Francesca Baroni | Sara Casasola     |
| 3 | 28/10/2018 | Lignano Sabbiadoro      | Francesca Baroni  | Alessia Bulleri | Nicole Fede      | Sara Casasola     |
| 4 | 11/11/2018 | Ferentino               | Sara Casasola     | Gaia Realini    | Alessia Bulleri  | Sara Casasola     |
| 5 | 02/12/2018 | Succivo                 | Sara Casasola     | Gaia Realini    | Letizia Brufani  | Sara Casasola     |
| 6 | 06/01/2019 | Rome                    | Chiara Teocchi    | Silvia Persico  | Francesca Baroni | Sara Casasola     |

### Classement général[3]
| Pos. | Coureur           | Points |
| ---- | ----------------- | ------ |
| 1    | Sara Casasola     | 151    |
| 2    | Gaia Realini      | 120    |
| 3    | Alessia Bulleri   | 83     |
| 4    | Asia Zontone      | 79     |
| 5    | Francesca Baroni  | 74     |
| 6    | Nicole Fede       | 59     |
| 7    | Letizia Brufani   | 58     |
| 8    | Silvia Persico    | 39     |
| 9    | Rebecca Gariboldi | 30     |
| 10   | Chiara Mazziota   | 30     |